# هوغو كنور
هوغو كنور (بالألمانية: Hugo Knorr)‏ هو رسام وأستاذ جامعي ألماني، ولد في 17 نوفمبر 1834 في كونيغسبرغ في الإمبراطورية الروسية، وتوفي في 29 سبتمبر 1904 في كارلسروه في ألمانيا.